# Ganimede (generale)
Ganimede (in greco antico: Γανυμήδης?, Ganymédes; ... – 47 a.C.) è stato un generale egizio del periodo tolemaico.

## Biografia
Nel 48 a.C. era scoppiata la guerra civile alessandrina tra i fratelli rivali Tolomeo XIII e Cleopatra, appoggiata dal romano Gaio Giulio Cesare; Arsinoe IV, sorella minore dei due, appoggiò all'inizio Tolomeo, ma fece poi uccidere il suo generale, Achilla, e pose a capo delle truppe l'eunuco Ganimede. Mentre le truppe cesariane erano assediate ad Alessandria, Ganimede decise di far salare l'acqua delle cisterne delle truppe romane riuscendo a scatenare il panico; tuttavia Cesare riuscì a far avere acqua pulita facendola filtrare attraverso la roccia calcarea. A quel punto arrivò la XXXVII legione, sotto il comando di Gneo Domizio Calvino, in aiuto di Cesare, ma i soldati non riuscirono a far entrare le navi nel porto a causa dei venti contrari; Cesare, quindi, mandò degli uomini sulla costa per far trovare acqua per le navi che erano ancora in mare, ma la cavalleria di Ganimede riuscì a catturare i soldati romani, facendosi informare sulla posizione della flotta. Allora Cesare portò le sue navi in un'insenatura della costa, sperando di non essere visto dagli egizi che nel frattempo si erano imbarcati: Ganimede riuscì tuttavia a trovare le navi romane, con i loro alleati rodi, ma venne sconfitto nonostante la superiorità numerica. Ganimede, allora, riuscì a formare una flotta ancora più grande e si scontrò nuovamente con l'ammiraglio di Cesare Eufranore, venendo però sconfitto ancora più duramente. Allora gli egizi mandarono un'ambasciata a Cesare, chiedendo il rilascio di Tolomeo in cambio di Arsinoe e Ganimede, che erano visti come tiranni ormai perdenti. Tolomeo tornò quindi al campo egizio e i due eserciti si scontrarono nella battaglia del Nilo (marzo 47 a.C.), che segnò una decisiva vittoria dei romani; sia Ganimede che Tolomeo morirono nella fuga.